# 奧里韋拉主教座堂

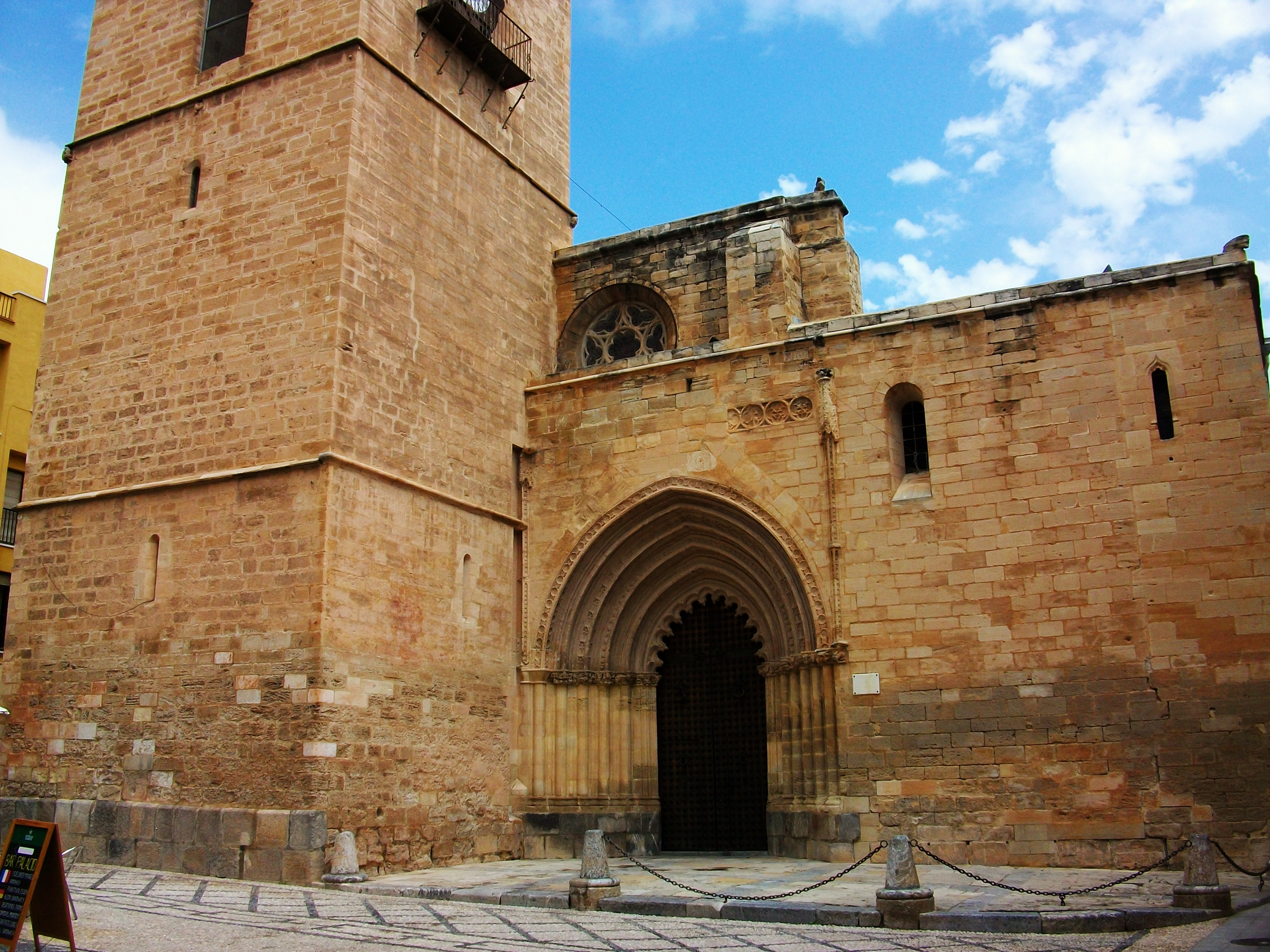

奧里韋拉主教座堂（Orihuela Cathedral）是位於西班牙城市奧利韋拉的一座羅馬天主教的主教座堂。教堂改建於一座清真寺之上。1510年，奧利韋拉主教座堂升格成為主教座堂。